# Вовконіг європейський

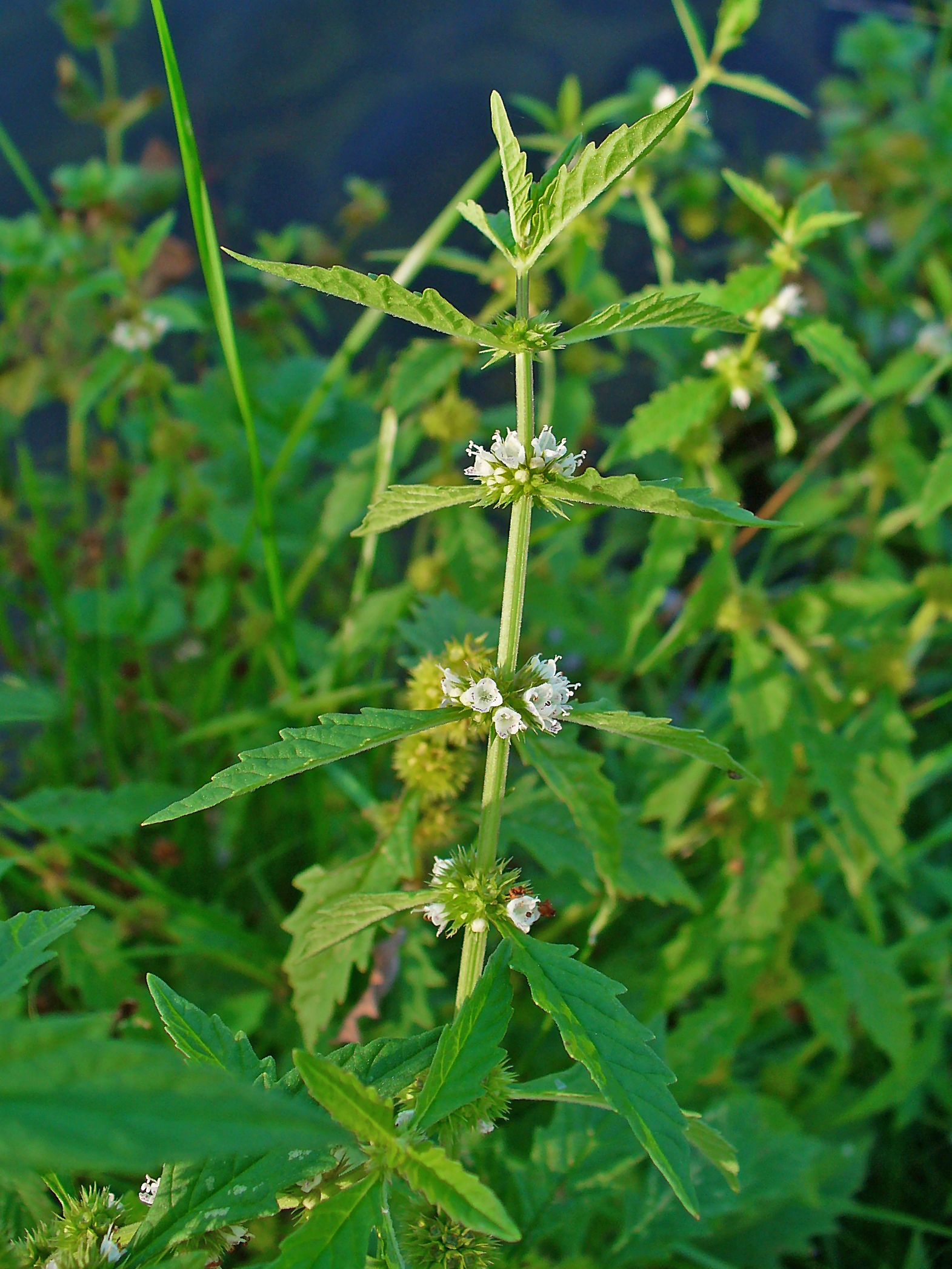
Вовконіг (Lycopus europaeus)

Вовконіг європейський (Lycopus europaeus L.) — багаторічна трав'яниста рослина родини губоцвітих.

## Опис

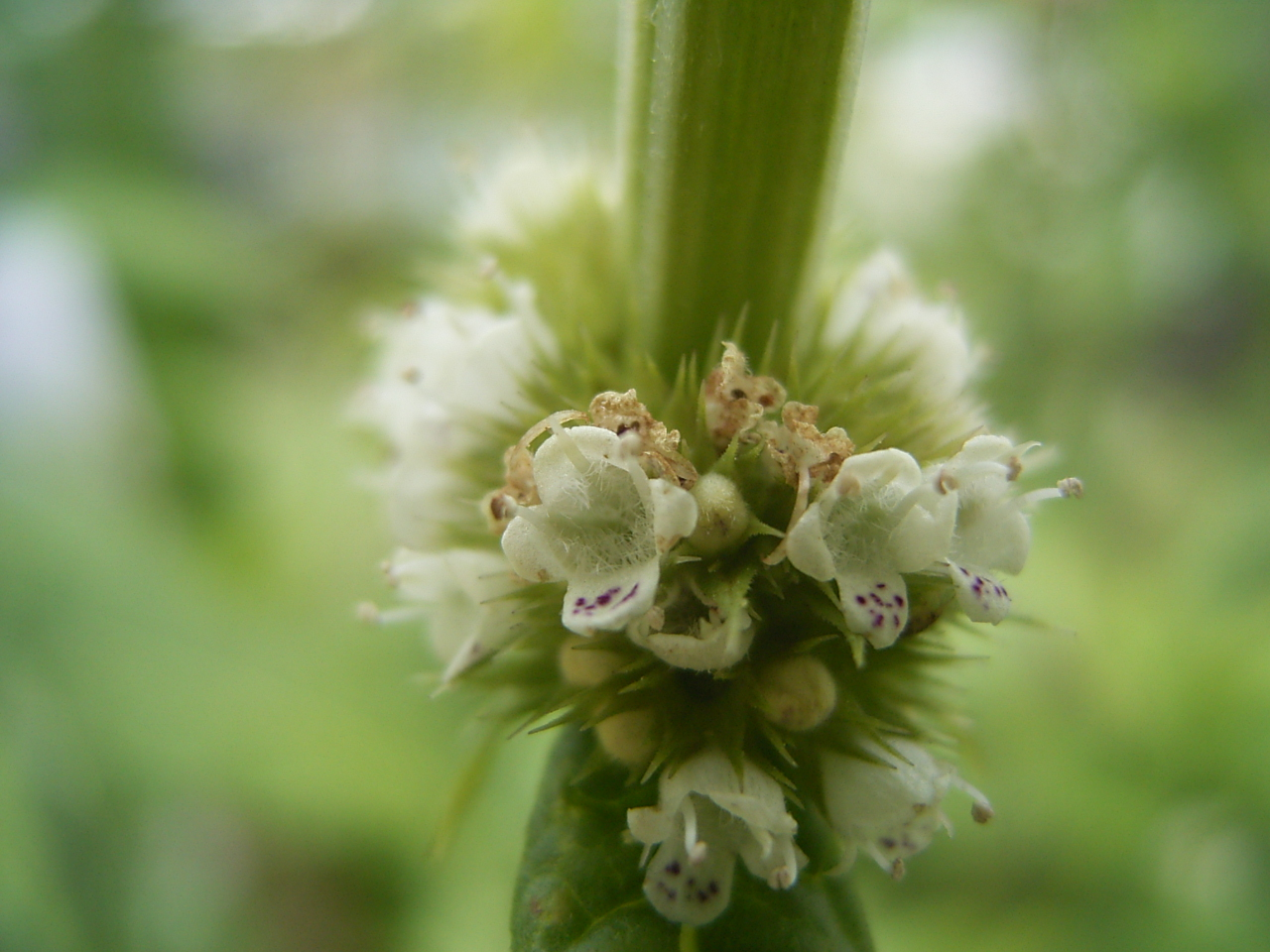
Квіти рослини

Стебло борозенчасте, прямостояче, просте або розгалужене, 30–120 см заввишки. Листки короткочерешкові, яйцеподібно-ланцетні або ланцетні, по краю великозубчасті; нижні та серединні — біля основи розсічені. Квітки зигоморфні, зібрані у несправжні кільця, що розміщені в пазухах серединних і верхніх листків; зубці чашечки колюче загострені, довші від трубки; віночок дзвоникоподібний, 4-лопатевий, білий, з червоними плямами. Плід — горішок. Цвіте у липні — вересні.
Росте по всій території України на болотах, заплавних луках, по берегах водойм, у вільшняках.

## Лікарські властивості
Для лікарських потреб заготовляють траву під час цвітіння.
Трава містить Глікозиди (лікопін), гіркоти, смоли, вітаміни, кавову та урсолову кислоти, мінеральні речовини. Рослина багата на йод.
Галенові препарати проявляють антигіпоксичну і антизобогенну дію.
Застосовують при неврозах, тиреотоксикозі (базедовій хворобі) з приступами серцебиття, для послаблення зобогенного ефекту, при набряках, маткових кровотечах.
Приймають внутрішньо — настій трави (1:10) пити по 50 мл тричі на день.

## Назви
Вовконіг європейський також має такі назви: драголюб, беззуб, зюзик, зюзник.